# NGC 3985
NGC 3985 је спирална галаксија у сазвежђу Велики медвед која се налази на NGC листи објеката дубоког неба.
Деклинација објекта је + 48° 20' 8" а ректасцензија 11h 56m 41,5s. Привидна величина (магнитуда) објекта NGC 3985 износи 12,6 а фотографска магнитуда 13,2. Налази се на удаљености од 8,3000 милиона парсека од Сунца. NGC 3985 је још познат и под ознакама UGC 6921, MCG 8-22-45, CGCG 243-31, IRAS 11541+4836, ARAK 334, KCPG 310B, PGC 37542.